# Eupithecia lutosaria
Eupithecia lutosaria là một loài bướm đêm trong họ Geometridae.